# Cacao

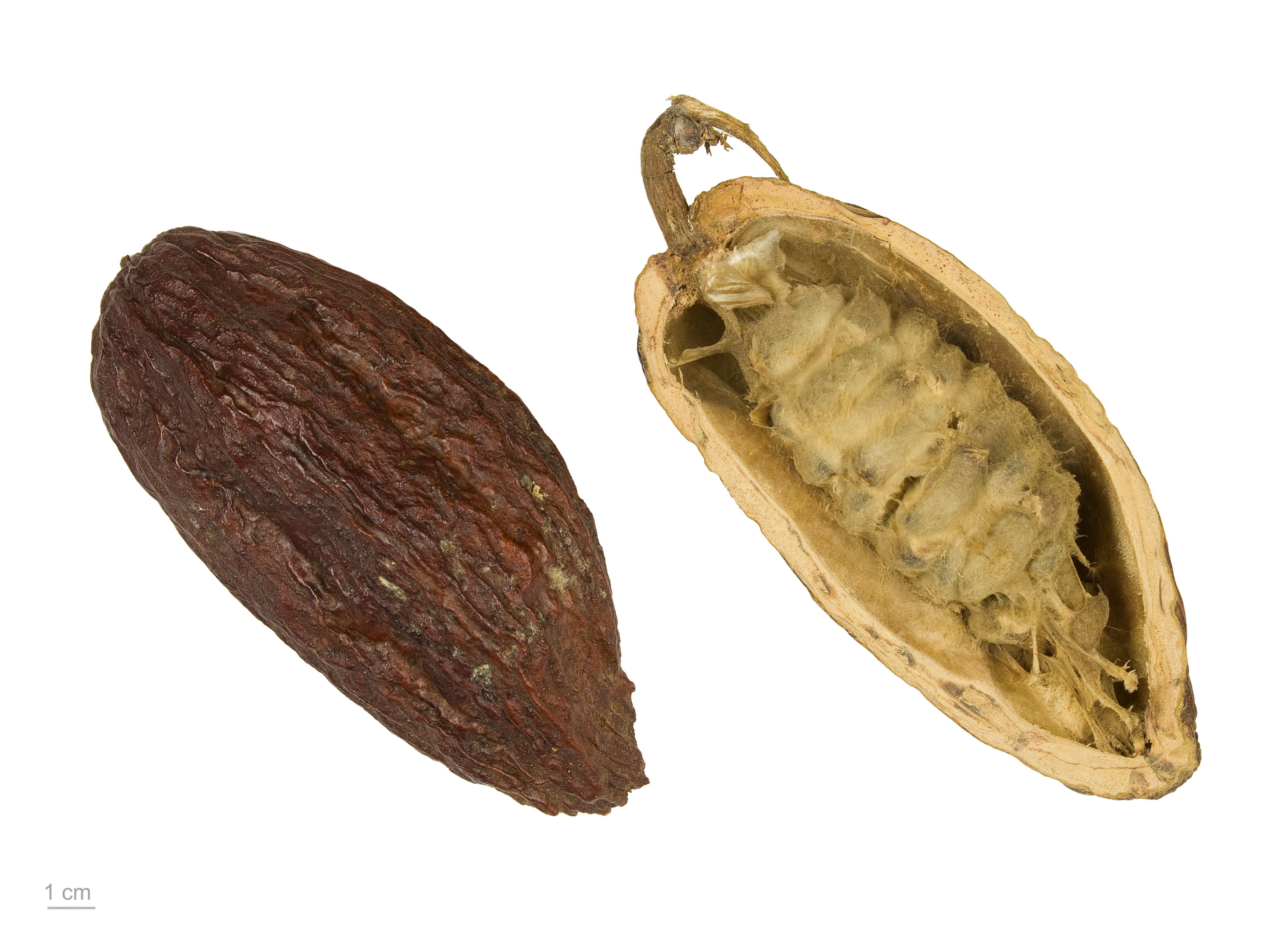
Trái cacao khô

Cacao (bắt nguồn từ từ tiếng Pháp cacao /kakao/) (danh pháp hai phần: Theobroma cacao), theo truyền thống được phân loại thuộc họ Trôm (Sterculiaceae), còn theo phân loại của hệ thống APG II thì thuộc phân họ Byttnerioideae của họ Cẩm quỳ (Malvaceae) nghĩa rộng. Loài này được Carl von Linné miêu tả khoa học lần đầu tiên năm 1753.
Cacao có nguồn gốc hoang dại trong các khu rừng nhiệt đới Trung và Nam châu Mỹ.

## Từ nguyên
Tên gọi trong tiếng Việt ca cao là vay mượn từ tiếng Pháp cacao, đến lượt nó là vay mượn từ tiếng Tây Ban Nha hóa cacao các tên gọi trong các ngôn ngữ Trung Mỹ của loài cây này, như kakaw trong tiếng Tzeltal, tiếng K’iche’, tiếng Maya cổ, kagaw trong tiếng Sayula Popoluca, cacahuatl trong tiếng tiếng Nahuatl. Từ trong tiếng Nahuatl có nguồn gốc từ tiếng Tiền Mije-Sokean được tái tạo dựng là kakawa.
Thuật ngữ cacao cũng có nghĩa: 
- Thức uống cũng được gọi thông thường là cacao nóng hay sô-cô-la nóng.[7]
- Bột cacao, là dạng bột khô làm từ những hạt cacao nghiền và loại bỏ bơ cacao từ cacao rắn, có màu sẫm và vị đắng.
- Một hỗn hợp giữa bột cacao và bơ cacao – một dạng nguyên thủy của sô-cô-la.[8][9]

## Mô tả
Là cây thường xanh tầng trung, cao 4–8 m (15–26 ft), ưa bóng rợp, có khả năng chịu bóng tốt nên thường được trồng xen dưới tán cây khác như trong các vườn dừa, cao su, vườn rừng... có sẵn để tăng hiệu quả sử dụng đất.
Cacao cho hạt làm nguyên liệu sử dụng trong ngành công nghiệp thực phẩm, có thể kể đến một số sản phẩm có giá trị kinh tế cao như sô cô la, bột cacao, bơ cacao...
Các nhóm cây trồng của cacao được trồng rộng rãi trên thế giới là Crillo và Forastero, tuy nhiên, thường gặp nhất là Trinitario, được lai tạo từ 2 nhóm trên.
Giá cacao hạt thế giới từ 1991 trở lại đây dao động trong khoảng 860-3.530 USD/tấn, với giá giao dịch kỳ hạn năm 2021 khoảng 2.300-2.600 USD/tấn.

## Lịch sử trồng cây Cacao
Nguồn gốc của cây cacao là từ Trung Mỹ và Mexico, được những người Aztec và Maya bản xứ khám phá.  Nhưng ngày nay hầu hết những nước nhiệt đới cũng có thể trồng cây này.

## Sản xuất
‎Năm 2018, sản lượng hạt ca cao thế giới là 5,3 triệu tấn, dẫn đầu là ‎‎Bờ Biển Ngà‎‎ với 37% tổng sản lượng. Các nước sản xuất cacao lớn khác là ‎‎Ghana‎‎ (18%) và ‎‎Indonesia‎‎ (11%).
| Country                              | Production (tonnes) |
| ------------------------------------ | ------------------- |
| Bờ Biển Ngà                          | 1,963,949           |
| Ghana                                | 947,632             |
| Indonesia                            | 593,832             |
| Nigeria                              | 332,927             |
| Cameroon                             | 307,867             |
| Brasil                               | 239,387             |
| World                                | 5,252,377           |
| Nguồn: FAOSTAT of the United Nations |                     |

## Điều kiện sống
Cây thích hợp với những vùng có nhiệt độ trung bình 25-28 °C, độ ẩm trung bình 85%, lượng mưa hàng năm 1.500-2.000 mm.
Cây có ưu điểm 1 năm thu 2 vụ, nhu cầu nước không lớn, ít phải tưới; không kén đất nhưng cũng không chịu được các vùng quá khô hạn như đất cát hoàn toàn.

## Lợi ích
Hạt cacao sử dụng làm nguyên liệu chế biến ra các sản phẩm cao cấp như sô cô la. Cacao còn là đồ uống thông dụng vì có chất kích thích nhưng lượng caffein thấp hơn cà phê rất nhiều.
Vỏ trái sau khi lấy hạt có thể phơi khô và xay làm thức ăn cho gia súc.
Cây không cạnh tranh về đất nhiều vì có thể trồng xen trong các vườn cây có sẵn giúp tăng hiệu quả sử dụng đất.

## Ở Việt Nam

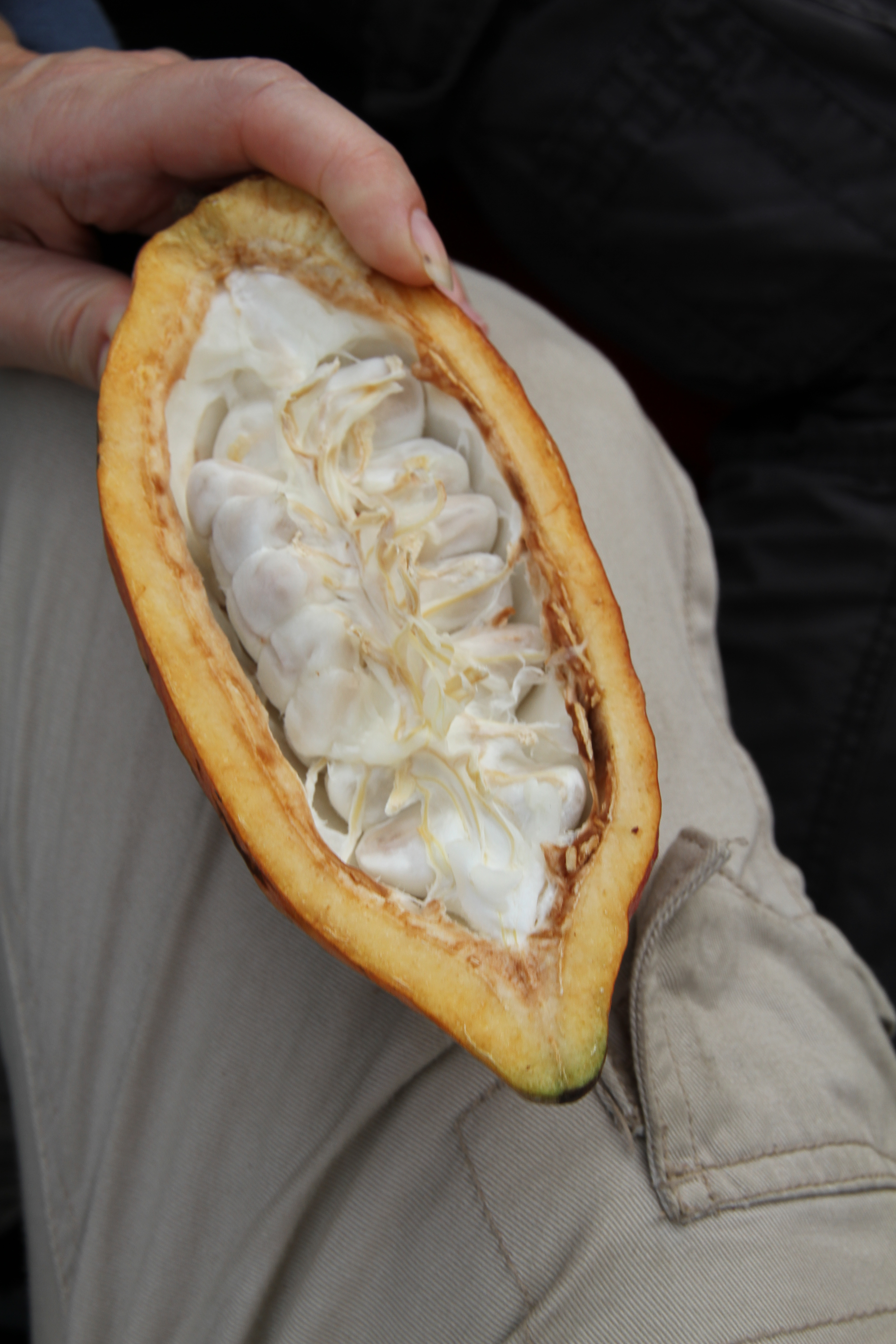
Một trái ca cao ở Việt Nam

Ở Việt Nam, cacao được du nhập vào rất sớm, theo chân các nhà truyền giáo phương Tây. Hiện tại, cây được trồng rộng rãi ở nhiều nơi, vùng Tây Nguyên vẫn được đánh giá là có điều kiện lý tưởng nhất cho phát triển cây cacao. Ở đây, theo nghiên cứu thống kê thì cây ra hoa cho quả quanh năm, sản lượng bình quân đạt 3 kg hạt khô trên một cây 5 năm tuổi. Tuy nhiên, hiện tại ở Việt Nam, cây cacao chưa phát triển rộng rãi do thu hoạch không tập trung, kỹ thuật xử lý sau thu hoạch cũng phức tạp, phải ủ lên men... nên người dân ngại trồng. Tại Chợ Gạo, Gò Công Tây, Châu Thành hiện có hơn 100 ha trồng cacao lấy hạt.

## Một vài hình ảnh về cacao

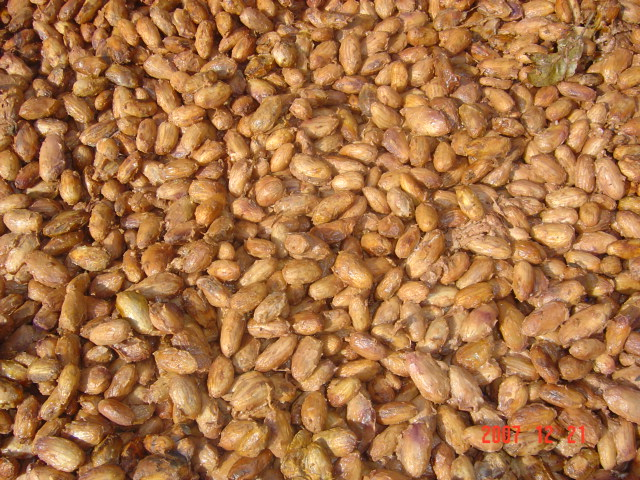
Hạt cacao đang được phơi.
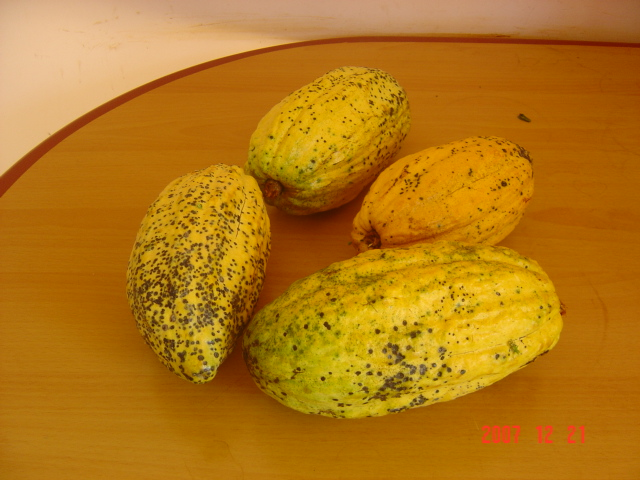
Quả cacao nguyên vẹn.
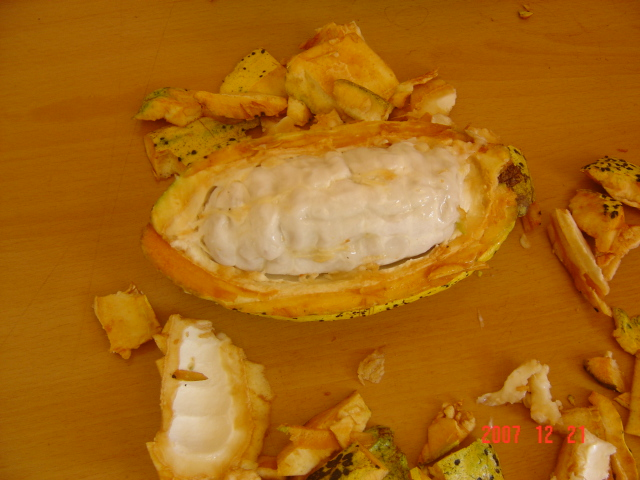
Quả cacao đã bổ đôi.